# OHB
La OHB SE (già OHB Technology AG) è una società europea con sede a Brema, in Germania. È un gruppo quotato in borsa con attività nel settore aerospaziale e specificatamente nel campo della telematica, della tecnologia spaziale, della sicurezza e dei sistemi satellitari.
OHB è la sigla di Orbitale Hochtechnologie Bremen (Alta tecnologia orbitale Brema).

## Settori del gruppo
Al settore spaziale appartengono gli ambiti dei sistemi satellitari (Galileo, SmallGEO, etc.), delle missioni spaziali con equipaggio umano,  dell'esplorazione spaziale, della sicurezza e sorveglianza (SAR-Lupe, ARDS) e delle conseguenti applicazioni industriali.
Al secondo ambito dell'aerospazio e dei prodotti industriali sono da ricondurre invece tutti i prodotti derivanti dal settore spaziale e più in generale aerospaziale,  le antenne e prodotti telematici.

### Aziende partecipate ed acquisite del Gruppo FUCHS
Settore spaziale
- OHB-System AG, Brema (100%)
- Fusione con Kayser-Threde GmbH, Monaco di Baviera (100%, 2007)
- OHB Italia (ex CGS, ex Carlo Gavazzi Space) S.p.A, Milano (100%; partecipazione 1995, acquisto 2009)
- Luxspace Sàrl, Lussemburgo (100%)
- Antwerp Space N.V., Anversa (100%)
- OHB Sweden AB (100%)

Aerospazio e prodotti industriali
- MT Aerospace AG, Augusta (70%, 2005)
- Aerotech Peissenberg GmbH & Co. KG, Peissenberg (40%, 2016)
- OHB Teledata GmbH, Brema (100%, 1993)
- megatel GmbH, Brema (74,9%, 2001)